# Copestylum sexmaculatum
Copestylum sexmaculatum är en tvåvingeart som först beskrevs av Palisot de Beauvois 1819.  Copestylum sexmaculatum ingår i släktet Copestylum och familjen blomflugor. Inga underarter finns listade i Catalogue of Life.